# BEAUTIFUL SHOW
BEAUTIFUL SHOW(뷰티풀쇼)는 대한민국의 음악 그룹 비스트의 첫 월드 투어 콘서트이다. 비스트는 유럽, 북미, 아시아를 방문하는 14개국 35회 투어를 진행 할 예정으로, 이번 투어를 위해 200억의 예산이 투입되었다.

## 배경
비스트는 2011년 12월 26일 서울 롯데호텔에서 14개국 35회 공연을 진행하는 월드 투어를 가진다고 비전발표회를 진행했다. 투어에 앞서 2012년 1월 26일 새로운 디지털 싱글 〈이럴줄 알았어〉를 발매했다. 〈이럴줄 알았어〉는 2011년 각종 연말 시상식에서 수상을 한 것에 대한 감사의 뜻과 투어에서 처음 선보이기위해 만들어졌다. 2월 3일에는 용준형이 직접 작곡, 작사를 한 투어를 위한 두 번째 노래 〈너 없이 사는 것도〉를 공개했다. 비스트는 투어를 위해 직접 아이디어를 냈고, 무대를 직접 기획하는 등 퀄리티를 높이기 위해 노력했다.

## 상업적 성과
비스트는 2012년 2월 12일 베를린 공연에서 3,000명의 관객을 모았다. 3월 3일 싱가포르 공연에서는 5,500명의 관객을 동원했고 9종, 1만여 개의 관련상품 대부분이 판매 30분 만에 매진됐다. 비스트는 현재까지 5번의 공연을 통해 36,000만 명의 관객을 동원했다. 3월 17일 인도네시아 자카르타에서 열린 공연에서는 4,000명의 관객을 운집했다.

## 세트 리스트
1. Special
2. 숨
3. Shock
4. 인사
5. Lights Go On Again
6. Mystery
7. Easy
8. 주먹을 꽉 쥐고
9. 이럴 줄 알았어
10. 너없이 사는 것도
11. 문이 닫히면
12. Let It Snow
13. Thanks To
14. You
15. Bad Girl
16. 비가 오는 날엔
17. The Fact
18. Fiction
19. Midnight(별 헤는 밤)
20. 아름다운밤이야
21. 내가 아니야
22. 니가 보고 싶어 지면
23. 니가 쉬는 날
24. 아직은
25. Dream girl

## 투어 일정
| 일정            | 도시     | 국가     | 장소                 |
| --------------- | -------- | -------- | -------------------- |
| 2012년 2월 4일  | 대한민국 | 서울     | 올림픽체조경기장     |
| 2012년 2월 5일  | 대한민국 | 서울     | 올림픽체조경기장     |
| 2012년 2월 12일 | 독일     | 베를린   | 콜롬비아 할레        |
| 2012년 2월 25일 | 중국     | 상해     | 창닝 체조센터        |
| 2012년 3월 3일  | 싱가포르 | 싱가포르 | 엑스포 맥스 파빌리온 |
| 2012년 3월 21일 | 일본     | 횡빈     | 요코하마 아레나      |
| 2012년 3월 22일 | 일본     | 횡빈     | 요코하마 아레나      |
| 2012년 3월 24일 | 일본     | 신호     | 고베 월드 홀         |
| 2012년 3월 25일 | 일본     | 신호     | 고베 월드 홀         |
| 2012년 3월 26일 | 일본     | 나고야시 | 나고야 게이시 홀     |
| 2012년 3월 27일 | 일본     | 나고야시 | 나고야 게이시 홀     |
| 2012년 3월 31일 | 타이완   | 대북     | 국립 타이완 대학     |